# Rob Routs
Rob Routs e um engenheiro químico que atualmente ocupa a posição de diretor de downstream da Royal Dutch Shell. 